# Owen John Jenkins

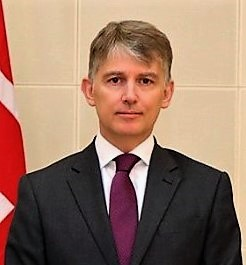
Owen John Jenkins (2019)

Owen John Jenkins ist ein britischer Diplomat.

## Werdegang
1991 trat Jenkins in die Dienste des Auswärtigen Dienstes ein. Er arbeitete in britischen Missionen in der Türkei, Argentinien, Brüssel (bei der ständigen Vertretung bei der Europäischen Union) und Indien. Thematisch befasste er sich dienstlich von den Balkankriegen der 1990er Jahre bis hin zum Klimawandel und Wirtschaftsthemen. Später wurde er Direktor des britischen Büros für Außenpolitik und dem Commonwealth (FCO), mit der Verantwortung für Südasien (Afghanistan, Bhutan, Bangladesch, Indien, Malediven, Nepal und Pakistan). Schließlich wurde Jenkins Sondergesandter des britischen Premierministers für Afghanistan und Pakistan, mit der Aufgabe der Förderung des afghanischen Friedensprozesses, der Kooperation in der Terrorismusbekämpfung und der bilateralen Beziehungen.
Am 6. Juni 2019 wurde Jenkins zum britischen Botschafter in Jakarta ernannt, mit Zuständigkeit für Indonesien, Osttimor und den ASEAN. Seine Akkreditierung für Osttimor übergab Jenkins am 16. Juli 2019. Das Amt hatte er bis 2023 inne.